# Anna Paprocka-Lipińska
Anna Paprocka-Lipińska – polska anestezjolog, dr hab. nauk humanistycznych, adiunkt i kierownik Zakładu Etyki Wydziału Lekarskiego Gdańskiego Uniwersytetu Medycznego.

## Życiorys
W 1991 ukończyła studia medyczne w Akademii Medycznej w Gdańsku, 2 grudnia 1999 obroniła pracę doktorską Wpływ postępu w dziedzinie chirurgii na powstanie i kształtowanie się anestezjologii gdańskiej, 7 marca 2019 habilitowała się na podstawie pracy zatytułowanej Powstanie i rozwój lecznictwa bólu przewlekłego w Polsce w latach 1945-1991.
Została zatrudniona na stanowisku adiunkta i kierownika w Zakładzie Etyki na Wydziale Lekarskim Gdańskiego Uniwersytetu Medycznego.
Jest członkiem Rady Dyscypliny Naukowej - Nauk Medycznych Gdańskiego Uniwersytetu Medycznego. 
Została odznaczona Brązowym Krzyżem Zasługi (2023).